# إلهايدا داني
إلهايدا داني (بالألبانية: Elhaida Dani‏) (ولدت في 17 فبراير 1993) مغنية ألبانية، عرفت بتمثيلها ألبانيا في مسابقة الأغنية الأوروبية 2015. بأغنية تسمى "I'm Alive".

## روابط خارجية
- إلهايدا داني على موقع IMDb (الإنجليزية)
- إلهايدا داني على موقع ميوزك برينز (الإنجليزية)
- إلهايدا داني على موقع أول ميوزيك (الإنجليزية)
- إلهايدا داني على موقع ديسكوغز (الإنجليزية)